# Rhasis leviscutatus
Rhasis leviscutatus är en insektsart som först beskrevs av Knight 1925.  Rhasis leviscutatus ingår i släktet Rhasis och familjen ängsskinnbaggar. Inga underarter finns listade i Catalogue of Life.